# تاكايوشي إيشيهارا
تاكايوشي إيشيهارا (باليابانية: 石原 崇兆) (17 نوفمبر 1992 في فوجي في اليابان – )؛ هو لاعب كرة قدم ياباني سابق كان يلعب كلاعب وسط.

## وصلات خارجية
- تاكايوشي إيشيهارا على موقع رابطة كرة القدم اليابانية للمحترفين (اليابانية)
- تاكايوشي إيشيهارا على موقع قاعدة بيانات كرة القدم.إي يو (الإنجليزية)
- تاكايوشي إيشيهارا على موقع Soccerway.com (الإنجليزية)
- تاكايوشي إيشيهارا على موقع عالم كرة القدم.نت (الإنجليزية)